# Cristina D'Avena (album)
Cristina D'Avena è una raccolta in vinile, dell'omonima artista, pubblicata il 26 ottobre 2015. 

## Antefatti
L'uscita dell'album viene annunciata il 3 agosto 2015, sulla pagina Facebook dell'artista, per il 6 novembre dello stesso anno. In seguito l'uscita dell'album venne anticipata al 26 ottobre. Nello stesso giorno l'artista si registrò anche su Twitter.

## Il vinile
L'opera distribuita da Artist Firts, comprende il vinile in 33 giri, un megaposter, i testi dei brani e foto inedite. Tramite pre-order è stato possibile ricevere una copia dell'album autografata. In tutte le copie è presente una dedica dell'artista a Samuele Teglia, grande fan, amico e collega, morto in un incidente stradale nello stesso anno. Una dell foto è stata quindi stampata con la dedica "A Samuele". In questo vinile, inoltre, alcune sigle della generazione 2000 sono state per la prima volta pubblicate su vinile e queste sono Principesse gemelle, Doraemon, All'arrembaggio! e Rossana.
Dopo la pubblicazione dell'album Cristina D'Avena con i tuoi amici in TV del 1987, questo è il primo album in picture disc.

## Tracce
- LP: RTIPD 15001

Lato A
Testi di Alessandra Valeri Manera tranne dove indicato; edizioni musicali RTI S.p.A. tranne dove indicato.
1. I ragazzi della Senna – 2:51 (musica: Augusto Martelli)
2. Kiss Me Licia – 3:14 (musica: Giordano Bruno Martelli)
3. Il mistero della pietra azzurra – 3:37 (musica: Carmelo Carucci)
4. All'arrembaggio! – 3:11 (musica: Max Longhi, Giorgio Vanni)
5. L'incantevole Creamy – 2:43 (musica: Giordano Bruno Martelli)
6. Una spada per Lady Oscar – 3:35 (musica: Carmelo Carucci)
7. Rossana (feat. Giorgio Vanni) – 4:37 (musica: Gianfranco Fasano)
8. Cantiamo insieme – 3:45 (musica: Carmelo Carucci)

Lato B
Testi di Alessandra Valeri Manera tranne dove indicato; edizioni musicali RTI S.p.A..
1. Sailor Moon – 3:14 (musica: Carmelo Carucci)
2. Occhi di gatto – 3:20 (musica: Carmelo Carucci)
3. Principe Valiant – 3:05 (musica: Carmelo Carucci)
4. È quasi magia Johnny – 2:38 (musica: Carmelo Carucci)
5. Doraemon – 3:07 (musica: Max Longhi, Giorgio Vanni)
6. Jem – 2:53 (musica: Carmelo Carucci)
7. Principesse gemelle – 3:16 (testo: Cristina D’Avena – musica: Max Longhi, Giorgio Vanni)
8. Tazmania (feat. Pietro Ubaldi) – 3:07 (musica: Carmelo Carucci; edizioni musicali RTI S.p.A., Warner Chappell Music Italiana)

## Produzione
- Paolo Paltrinieri – Produzione artistica e discografica per RTI S.p.A.
- Marina Arena – Realizzazione a cura della Divisione Musica RTI S.p.A.
- Tony De Palma – Realizzazione a cura della Divisione Musica RTI S.p.A.
- Andrea Fecchio – Realizzazione a cura della Divisione Musica RTI S.p.A.
- Massimo Palma – Direzione artistica e supervisione progetto per Crioma Srl
- Andrea Galgano – Direzione artistica e supervisione progetto per Crioma Srl
- Clarissa D'Avena – Ufficio stampa e promozione per Crioma Srl

## Vendite
L'album ha avuto un buon riscontro dal pubblico della D'Avena. L'album si è classificato trentatreesimo ne la Superclassifica di Sorrisi e Canzoni e primo nella classifica del sito Music First nella prima settimana di vendite al terzo posto nella seconda settimana e al quinto nella terza settimana di febbraio. Nella classifica FIMI il disco è registrato alle trentesima posizione e non alla trentatreesima. Nonostante il disco fosse destinato alla sola vendita su internet, a partire dal 30 ottobre è divenuto disponibile anche nei negozi.

## Classifiche
| Classifica (2015) | Posizione massima |
| ----------------- | ----------------- |
| Italia            | 30                |